# Patrick Ness
Patrick Ness (Fort Belvoir, Virginia, 17 oktober 1971) is een Amerikaans-Britse auteur, journalist, docent en scenarioschrijver. Hij werd geboren in de Verenigde Staten, verhuisde naar Londen en heeft de dubbele nationaliteit. Hij is vooral bekend vanwege zijn boeken voor jongeren, waaronder de trilogie Chaos Walking (2008–2010), in het Nederlands vertaald als De Chaos Trilogie, en A Monster Calls (2011), dat in het Nederlands werd vertaald onder de titel: Zeven minuten na middernacht.
Ness won in 2011 en 2012 de jaarlijkse Carnegie Medal, voor Monsters of Men en A Monster Calls. Hij is een van de zeven schrijvers die de prijs twee keer hebben gewonnen, en de tweede die dat in opeenvolgende jaren deed. Hij schreef het scenario voor de verfilming van A Monster Calls uit 2016, en was de bedenker en schrijver van de Doctor Who-spin-off Class.

## Jeugd en opleiding
Ness werd geboren nabij de legerbasis Fort Belvoir, in de buurt van Alexandria, Virginia, waar zijn vader sergeant was in het Amerikaanse leger. Het gezin verhuisde naar Hawaï, waar hij woonde tot hij zes jaar oud was, en bracht daarna tien jaar door in de staat Washington, om vervolgens naar Los Angeles te verhuizen. Ness studeerde Engelse literatuur aan de University of Southern California.
Na zijn afstuderen werkte hij als bedrijfsjournalist voor een kabelbedrijf. In 1997 publiceerde hij zijn eerste verhaal in het tijdschrift Genre, en hij werkte aan zijn eerste roman toen hij in 1999 naar Londen verhuisde.

## Carrière
Ness' eerste roman, The Crash of Hennington, werd gepubliceerd in 2003, gevolgd door zijn verhalenbundel Topics About Which I Know Nothing in 2004.
Zijn eerste jongerenroman was The Knife of Never Letting Go (in het Nederlands vertaald als Het mes dat niet wijkt) dat in 2008 de Guardian Children’s Fiction Prize won. Het boek werd gevolgd door The Ask and the Answer en Monsters of Men. Samen vormen de drie boeken de trilogie Chaos Walking. Ness schreef ook drie korte verhalen in het Chaos Walking-universum: de prequels The New World en The Wide, Wide Sea, en Snowscape, dat zich afspeelt na Monsters of Men.
A Monster Calls is oorspronkelijk bedacht door de Ierse schrijfster Siobhan Dowd, die aan kanker leed en het verhaal niet kon afmaken voor haar overlijden in 2007. Dowd en Ness hadden dezelfde redacteur bij Walker Books, Denise Johnstone-Burt. Na Dowds overlijden vroeg Walker aan Ness om het verhaal af te maken op basis van haar aantekeningen. Ness zei dat zijn enige richtlijn was om een boek te schrijven waarvan hij dacht dat Dowd het goed zou hebben gevonden. Jim Kay werd aangesteld als illustrator; de twee werkten aan het boek zonder elkaar te ontmoeten. Ness won de Carnegie Medal en Kay won de bijbehorende Kate Greenaway Medal – de eerste keer dat één boek beide prijzen ontving.
Ness was de auteur van Tip of the Tongue, een kort e-boek met de Vijfde Doctor en Nyssa, geschreven ter gelegenheid van het vijftigjarig bestaan van Doctor Who. Het werd uitgebracht op 23 mei 2013.
Zijn vierde jongerenroman, More Than This, verscheen op 5 september 2013 en haalde de shortlist voor de Carnegie Medal in 2015.
The Crane Wife, Ness' derde roman voor volwassenen, werd gepubliceerd op 30 december 2014.
In 2014 sprak Ness de keynote uit bij het programma voor kinder- en jeugdliteratuur van het Internationale Literatuurfestival in Berlijn.
The Rest of Us Just Live Here werd op 25 augustus 2015 uitgebracht in het VK, Ierland, Australië en Nieuw-Zeeland, en op 5 oktober 2015 in Canada en de VS.
Op 1 oktober 2015 kondigde de BBC aan dat Ness een Doctor Who-spin-off zou schrijven met de titel Class. De achtdelige serie werd eind 2016 uitgezonden via het online kanaal van BBC Three. De BBC schrapte Class na één seizoen.
Release werd gepubliceerd op 4 mei 2017. Ness omschreef het als een “persoonlijk en intens boek” dat sterker was geïnspireerd op zijn eigen ervaringen dan al zijn eerdere werk.
In juni 2021 werd bekendgemaakt dat Ness werkte aan een prequel-scenario voor de film Master and Commander: The Far Side of the World, gebaseerd op de boeken van Patrick O’Brian.

## Privéleven
Ness werd in 2005 genaturaliseerd tot Brits staatsburger. In 2006 ging hij een geregistreerd partnerschap aan, minder dan twee maanden nadat de Civil Partnership Act in werking trad. In februari 2023 maakte hij via Instagram bekend dat hij in oktober 2022 in Las Vegas getrouwd was met Nick Coveney. Hij vermeldde daarbij ook dat hij in de “vier à vijf jaar” daarvoor was gescheiden.
Ness gaf les in creatief schrijven aan de Universiteit van Oxford en heeft geschreven en gerecenseerd voor The Daily Telegraph, The Times Literary Supplement, The Sunday Telegraph en The Guardian. Hij was Fellow van het Royal Literary Fund en de eerste ‘Writer in Residence’ bij BookTrust.
In 2023 werd Ness verkozen tot Fellow van de Royal Society of Literature.